# Sauvetage

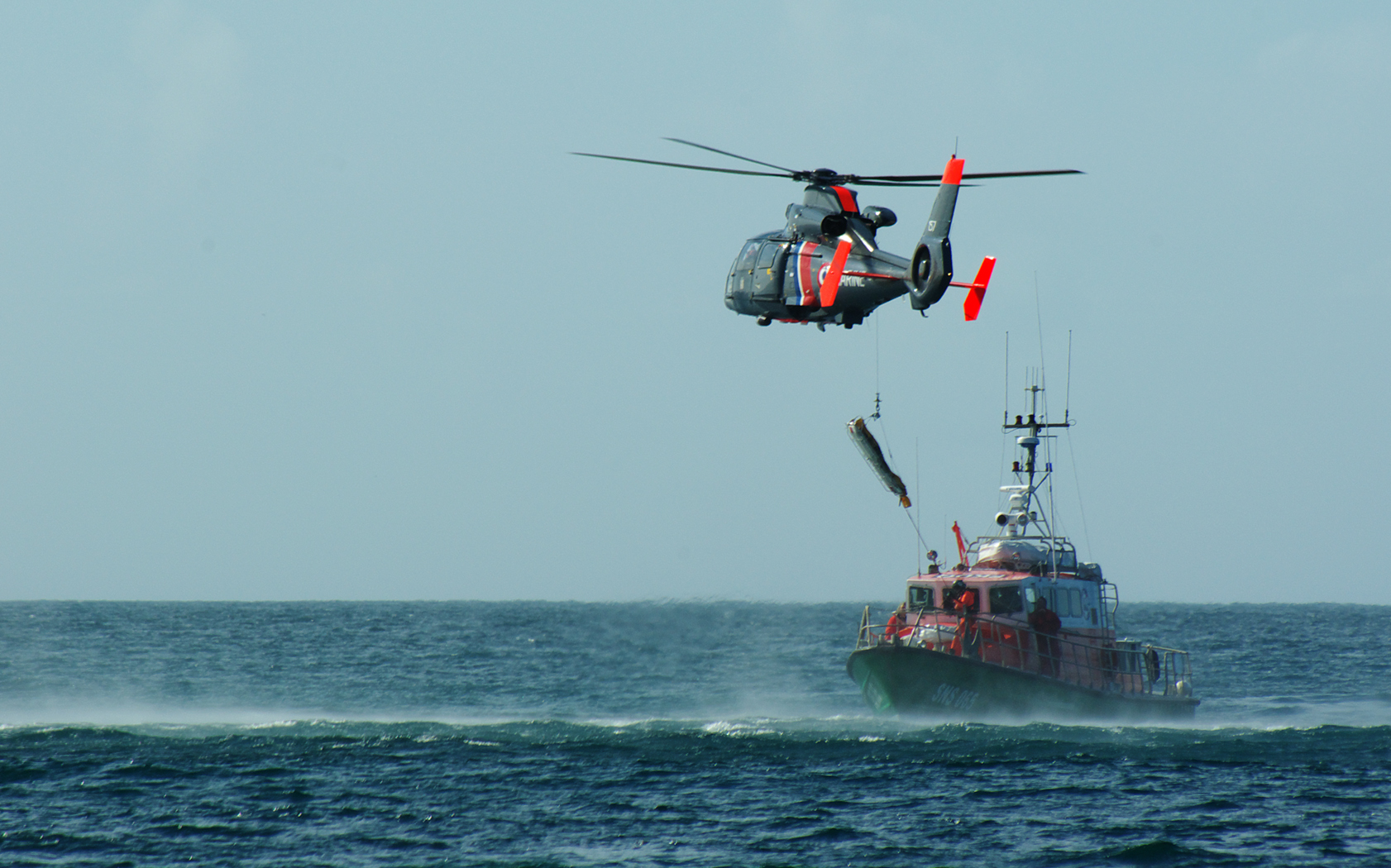
Exercice d'hélitreuillage d'un blessé par un hélicoptère de la Marine nationale d'un Canot tous temps de la SNSM

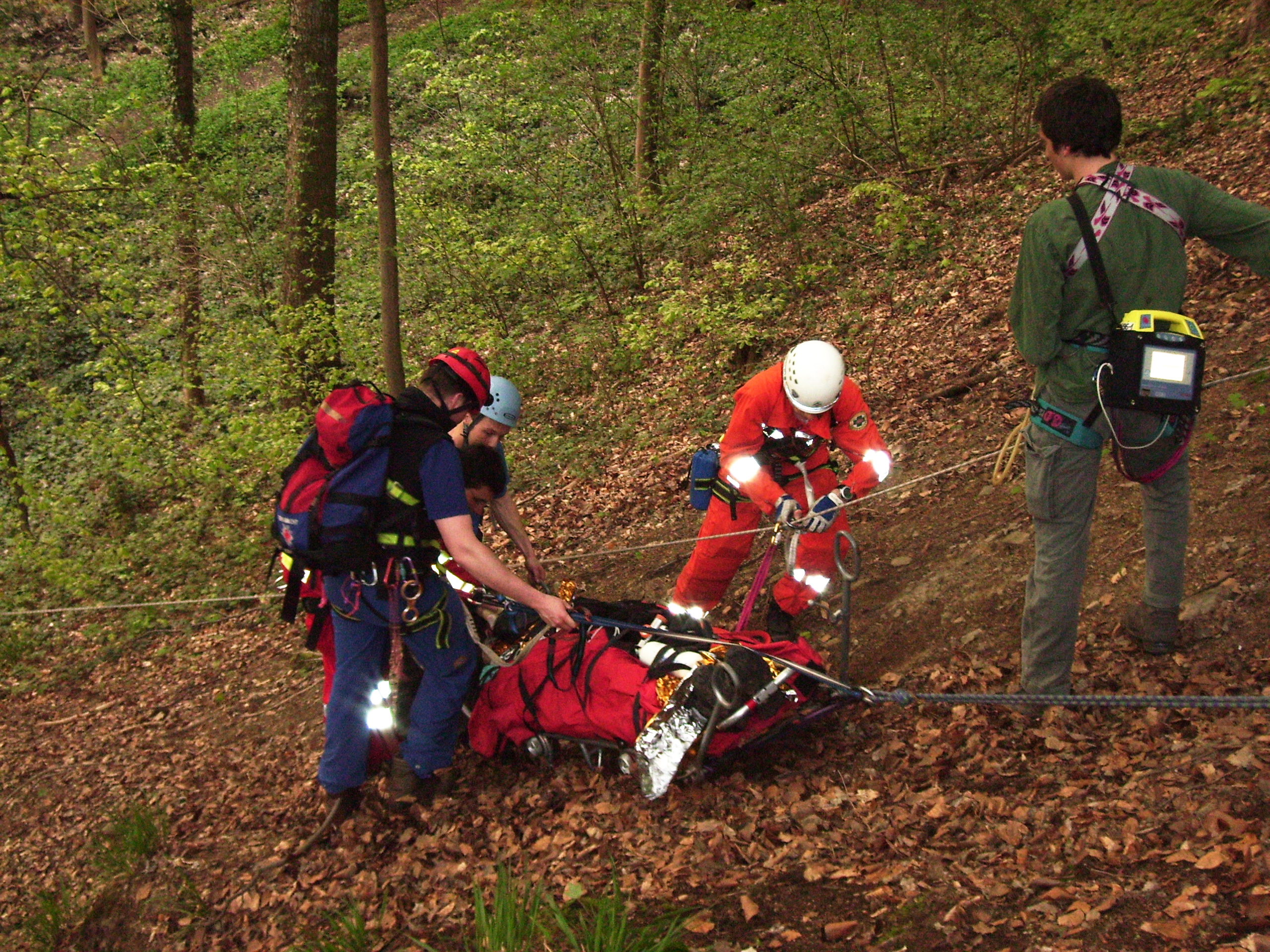
Sauvetage d'une victime en montagne

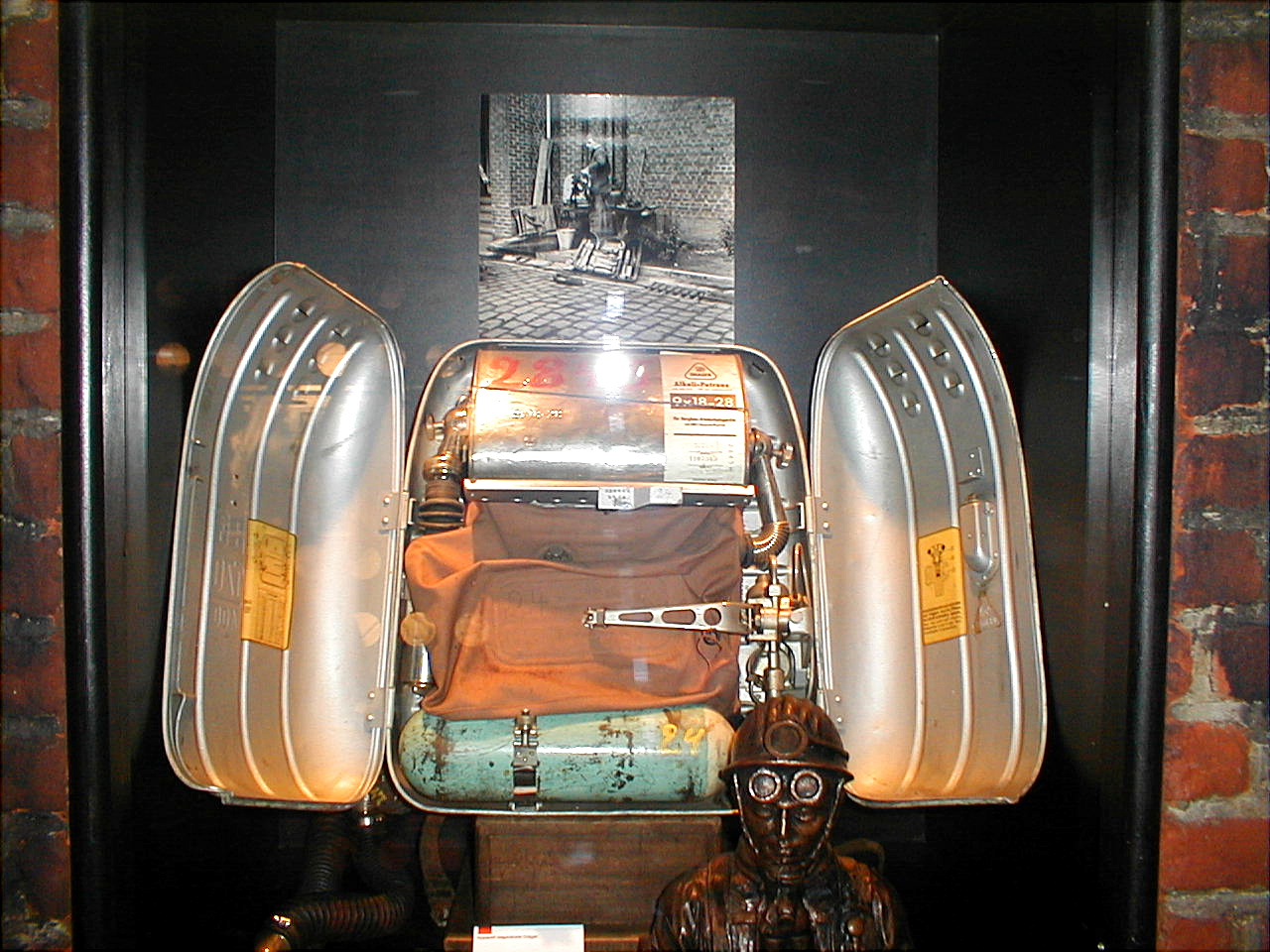
Appareil respiratoire Dragër utilisé par les sauveteurs de Marcinelle, Frameries.

Le sauvetage intègre toutes les opérations de secours visant à sauver des vies ou à prévenir des blessures.
Les sauveteurs utilisent pour ce faire des chiens de sauvetage, des véhicules d'intervention (hélicoptères, bateaux rapides, ambulances…), des pinces hydrauliques de désincarcération. Les opérations de sauvetage sont réalisées par différents services comme le service incendie, le service Garde-côtes , les services nationaux de sauvetage en mer comme la RNLI ou la SNSM, l'aide médicale urgente.
Des cordages sont souvent employés pour atteindre des victimes dans des endroits difficilement accessibles comme des espaces confinés comme les mines, les grottes, en montagne et à la surface d'étendues d'eau ou de rivières.
Les opérations réalisées par des équipes d'intervention qualifiées nécessitent un haut degré d'entrainement.

## Type de sauvetage

### Sauvetage aquatique
Dans le sauvetage aquatique on distingue deux différents pôles, le sauvetage en mer (considéré comme le sauvetage en côte dangereuse) et le sauvetage en eau douce (les piscines, lacs, etc). Dans les deux cas, les sauveteurs suivent une formation pour apprendre à effectuer de la prévention mais et surtout comment réagir face à une noyade. Le sauvetage en mer a été différencié il y a peu du sauvetage d'eau douce car ce dernier demande une connaissances supplémentaire sur des techniques spécifiques comme le filin ou encore l'utilisation du paddle. De plus, le niveau physique demandé est plus important du fait de la difficulté à ramener une victime sur une mer agitée (vagues, houle, courant, baïne, etc.). Par conséquent, il est demandé au futur sauveteur en côte dangereuse d'effectuer un stage mer. Ce stage permet d’acquérir les compétences nécessaires pour pouvoir mettre en œuvre tous les moyens permettant le sauvetage d'une victime dans un milieu aquatique.
Pour pouvoir être sauveteur aquatique, il faut passer le BNSSA c'est-à-dire le Brevet National de Sécurité et de Sauvetage Aquatique[réf. nécessaire].

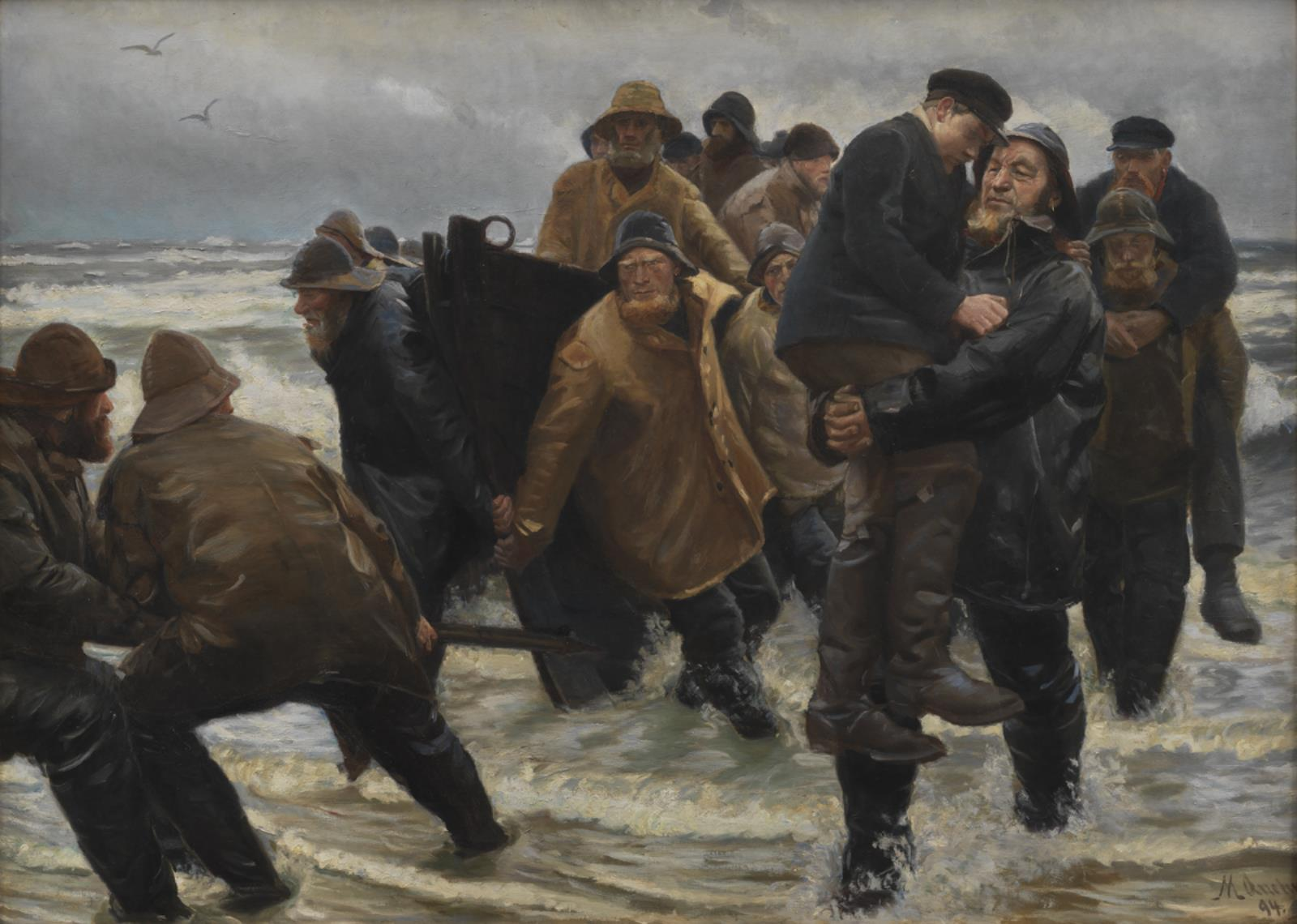
Sauvetage par Michael Ancher, (nord du Danemark), 1894